# フェオダクチラム
フェオダクチラム（Phaeodactylum）は植物プランクトンである珪藻の属の一つ。フェオダクチラム属には P. tricornutum ただ一種が含まれるため、特にこの種のことを指す。
フェオダクチラムは後述の特徴から典型的な珪藻とは言えないが、モデル生物として最も研究されている珪藻の一つである。本種は形質転換や RNAi の手法が確立されており、分子生物学・分子遺伝学のツールとして利用されている。

## 形態
他の多くの珪藻とは異なり、フェオダクチラムは異なる3種類の細胞形態（紡錘形、三角形、卵型）をとる。紡錘形の細胞は不動だが、卵型の細胞は基物上を這って移動する。紡錘細胞の長さは 25–35 μm、卵型は直径およそ 8 μm × 3 μm。三角形の細胞は比較的稀である。この形態の変化は環境条件に左右され、また株により形態変化の傾向が異なることが報告されている。フェオダクチラムの基本形は紡錘形だが、一部の株は低温や低塩などのストレス条件に晒すと卵型が誘導される。三角形の誘導条件は定かでないが、振盪培養によりこの形態が出現する例が報告されている。このような特徴は、細胞形態の制御や形態形成の分子機構を解明するために利用される。
いずれの形態の細胞も内部に葉緑体を一つ持つ。殻表面の条線や胞紋は光学顕微鏡では確認できない。珪藻でありながら、フェオダクチラムの細胞壁はほとんど珪酸化されていない。他の珪藻と同様の珪酸被殻が形成されるのは、珪酸存在下で培養された卵型の細胞のみである。従って本種の珪酸要求性は通性であり、珪酸欠乏条件でもある程度増殖することができる。
紡錘形の細胞は Nitzschia closterium に形態が似ているため、N. closterium f. minutissima と呼ばれる系統が長らく生理実験に用いられてきた。これが誤同定であり、実はP. tricornutumであると判明したのは、電子顕微鏡による形態観察が行われるようになってからである。

## 増殖・生活環
一般に珪藻は無性生殖（二分裂）を繰り返すと、細胞の大きさが減少して生育不能となり、それ以上の継代のためには有性生殖（増大胞子の形成）によるサイズの回復を経なければならない。しかしフェオダクチラムの無性生殖はサイズの低下を伴わないとされ、有性生殖無しで培養株を維持することができる。一方、有性生殖を行うのかどうかは確認されていない。

## ゲノム解読・EST
2012年までに全ゲノムが解読された珪藻は2種あり、その一つが P. tricornutum である（もう1種は中心目の Thalassiosira pseudonana）。フェオダクチラムのゲノムには原核生物由来と予想される配列が10％程度含まれており、この割合は他の既知の真核生物のそれと比較してかなり高い。ゲノムが解読される以前より、本種は EST 解析が進められてきた生物でもある既に 30,000 以上の EST がデータベースにまとめられ、公開されている。

## 有用物質の生産
珪藻類は一般に貯蔵物質としてトリアシルグリセロール（TAG）を生成し、細胞内に油滴として包含する。フェオダクチラムは TAG とともにエイコサペンタエン酸（EPA）を多く産生する事が知られており、脂肪酸合成を促進するような培養条件の検討や有望株のスクリーニング、脂肪酸代謝経路の解析、効率の良い抽出方法の検討などが進められている。

## 分布
潮間帯の岩場に生息する、おそらく世界的な普遍種である。フランスやドイツなどのヨーロッパ近海、またカナダのノバスコシア州などで分布の報告がある。